# Xu Zhangrun
Xu Zhangrun (chinesisch 許章潤 / 许章润, Pinyin Xǔ Zhāngrùn; geboren im Oktober 1962 in Shengqiao, Kreis Lujiang, Provinz Anhui) ist ein chinesischer Rechtswissenschaftler und Dissident.

## Beruflicher Werdegang
Xu erhielt seine schulische Ausbildung in seinem Geburtsort und studierte von September 1979 bis Juli 1983 Rechtswissenschaften an der Universität für Politikwissenschaft und Recht Südwestchinas (damals noch „Hochschule für Politikwissenschaft und Recht“) und anschließend von September 1983 bis Juli 1986 an der Chinesischen Universität für Politikwissenschaft und Recht. Von 1994 bis 2000 promovierte er an der Universität Melbourne. In seiner Dissertation befasste er sich mit dem Verhältnis des Konfuzianismus zum Rechtswesen. Seit dem Jahr 2000 war Xu Professor für Recht an der Tsinghua-Universität in Peking. Er war Gastwissenschaftler in Melbourne und an der Universität Bonn, Gastprofessor an der Universität Aix-Marseille und in verschiedenen wissenschaftlichen Institutionen Chinas tätig. Xu erhielt verschiedene akademische Ehrungen und wurde im Jahr 2005 als einer der zehn besten Nachwuchsjuristen Chinas ausgezeichnet.
Er war Gründungsherausgeber (von 2002 bis 2007) des Tsinghua Law Journal. Seine wissenschaftlichen Schwerpunkte umfassten die westliche Rechtsphilosophie, konstitutionelle Regierungstheorie, sowie konfuzianische Rechtsvorstellungen und Traditionen.
Xu wohnt in Peking.

## Politisches Denken und Schaffen
Seit 2016 publiziert Xu regierungskritische Essays. Insbesondere die Verfassungsänderung im März 2018, die mit fast einstimmiger Mehrheit vom Nationalen Volkskongress beschlossen wurde und Staatspräsident Xi Jinping die Möglichkeit einer praktisch zeitlich unbegrenzten, lebenslangen Amtsdauer ermöglichte, stieß auf Xus scharfe Kritik. Am 24. Juli 2018, während eines Gastaufenthalts in Japan, veröffentlichte Xu auf der Hongkong-basierten Internet-Plattform theinitium.com von Initium Media (端傳媒) ein Pamphlet mit dem Titel Unsere derzeitigen Ängste und unsere Hoffnungen (Original: 我們當下的恐懼與期待). In diesem etwa 10.000 Worte umfassenden, in anspruchsvollem literarischen Stil und in traditionellen Schriftzeichen geschriebenen Aufsatz kritisierte Xu – ohne Staatspräsident Xi ein einziges Mal namentlich zu benennen – die Verfassungsänderung und den zunehmenden Autoritarismus in der von Xi proklamierten „Neuen Ära“ (新时代). In China, so Xu, seien die Menschen (einschließlich der „bürokratischen Klasse“) zunehmend besorgt, in welche Richtung sich das Land entwickeln werde, und hätten auch Ängste um die eigene Sicherheit. Der Essay zog große Aufmerksamkeit in und außerhalb Chinas auf sich. Die chinesische Internetzensur unterband schon nach kurzer Zeit den Zugriff darauf. Wenig später erschien auch eine englische Übersetzung unter dem Titel Imminent Fears, Immediate Hopes im Ausland. Im Dezember 2018 und Januar 2019 veröffentlichte Xu drei thematisch miteinander verwandte Abhandlungen, in denen er sich mit der neueren Geschichte Chinas und der Rolle der Kommunistischen Partei (KPCh) während dieser Zeit befasste. Er bezeichnete dabei die KPCh als ein Modernisierungshindernis für China auf dem Weg hin zu einer gerechten und demokratischen Gesellschaft. Zudem warnte Xu, China unter Xi Jinping sei eine Gefahr für die internationale Gemeinschaft. In den folgenden Jahren folgten weitere Essays ähnlicher Ausrichtung.
Seine Schriften wurden in China 2018 indiziert, zirkulierten jedoch im Internet und waren in Hongkong verfügbar. Im März 2019 wurde er von der Tsinghua-Universität im Rang herabgestuft und erhielt ein Lehr- und Forschungsverbot.
Im Februar 2020 kritisierte er in seinem auch ins Deutsche und Englische übersetzten Text Die Wut wird stärker (憤怒的人民不再恐懼, engl. Viral Alarm: When Fury Overcomes Fear) den Umgang der chinesischen Regierung mit dem Corona-Virus und bezichtigte diese der Vertuschung und Desinformation. In diesem Zusammenhang erneuerte Xu auch seine Kritik an der Beschränkung der Meinungsfreiheit in China. Die Unterdrückung der Zivilgesellschaft und der freien Meinungsäußerung bzw. des freien Meinungsaustauschs durch die Regierung habe dazu geführt, dass die chinesische Öffentlichkeit viel zu lange über die Probleme und Risiken im Unklaren gelassen worden sei.

### Vorübergehende Inhaftierung
Am 6. Juli 2020 wurde der Regierungskritiker wegen angeblichen Umgangs mit Prostituierten bei einem Besuch mit Freunden in Chengdu (Sichuan) inhaftiert. Chris Buckley (New York Times) sieht ähnlich wie Chongyi Feng (Universität Sydney) in der Inhaftierung Xus im Juli 2020 einen eindeutigen Versuch, liberale Regimekritiker zum Schweigen zu bringen. Die vorgebrachten Vorwürfe des Umgangs mit Prostituierten seien lächerlich und ein Versuch, den Angeklagten moralisch zu diskreditieren. Die Inhaftierung fiel zeitlich zusammen mit dem Inkrafttreten des Gesetzes über die nationale Sicherheit zur Ausweitung der Kontrolle Pekings über Hongkong. Die Inhaftierung wurde von Amnesty International China massiv kritisiert. Zuvor waren auch andere Autoren wie Ren Zhiqiang und Xu Zhiyong inhaftiert worden. Nach sechs Tagen wurde Xu am 12. Juli 2020 wieder aus der Haft entlassen. Gegenüber dem chinesischen Dienst der Deutschen Welle äußerten Bekannte Xus die Vermutung, dass dessen vorübergehende Verhaftung mit seinem kurz zuvor auf der Selbstpublikations-Plattform Blurb, Inc. erschienenen Buch 戊戌六章 – „Sechs Kapitel aus Wuxu“ zu tun habe. Im Juli wurde ebenfalls berichtet, dass Xu von der Tsinghua-Universität entlassen worden war; der Zeitpunkt der Entlassung wurde später als Mitte Juli angegeben.

## Publikationen
- The Confucian Misgivings – Liang Shu-ming’s Narrative About Law; Springer Singapore; 2017; ISBN 978-981-10-4529-5.

- Viral alarm: when fury overcomes fear. In: Journal of democracy. Bd. 31 (2020), 2 (April), Baltimore, Johns Hopkins Univ. Press. S. 5–23. ISSN 1045-5736.